# Flakpanzer Gepard
Flugabwehrkanonenpanzer Gepard, známější jako Flakpanzer Gepard je německý samohybný protiletadlový kanon (SPAAG) osazený dvojicí 35mm kanónů Oerlikon. Vyvinut byl v 60. letech a do služby se dostal v 70. letech. Je vybaven radiolokátory, které dokáží sledovat zachycený cíl a zároveň hledat další. V devadesátých letech byl modernizován. Systém se v době rusko-ukrajinské války osvědčil při sestřelování dronů, se kterými Rusové stále častěji útočí na Kyjev.

## Historie
Systém Gepard vyvinula v letech 1976–1980 německá zbrojovka Krauss-Maffei Wegmann (KMW).

## Konstrukce
Gepard využívá podvozku hlavního bojového tanku Leopard 1. Trojčlennou posádku tvoří velitel, střelec a řidič. Je vyzbrojen dvěma 35mm kanóny Oerlikon Contraves KDA lafetovanými externě na bocích dvoumístné věže. Rychlost střelby je 550 ran za minutu. Pro každý kanón je neseno 330 nábojů, z toho 20 protipancéřových. Maximální dostřel je 5500 m.

## Uživatelé

### Současní
- Brazílie
- Jordánsko
- Rumunsko
- Ukrajina

### Bývalí
- Belgie
- Chile
- Německo
- Nizozemsko